# Harry Blomberg
Harry Blomberg, född 19 december 1893 i Strängnäs, död 1 februari 1950 i Borlänge, var en svensk författare och översättare. Han gifte sig 1918 med Anna Hagström.

## Biografi
Föräldrar var skräddaren Lars Henrik Blomberg och Ottilia Carlsson. Blomberg tog som barn starka intryck av den frikyrkliga proletärmiljö i Stockholm där han växte upp. Modern dog tidigt och barnen utackorderades på olika håll. Han bröt som ung typograf (1907–1916) med frikyrkligheten, blev socialist och gjorde 1917 debut som lyriker efter att ha genomgått Brunnsviks folkhögskola 1916–1917. Där hade han blivit god vän med bland andra Dan Andersson och Ragnar Jändel. Senare blev han även vän med Ivan Oljelund. Blomberg var medarbetare i Nya Norrland 1919 och redaktör för Studiekamraten 1920–1921. Första tiden framträdde Blomberg som oppositionell lyriker, men kom snart att glida in på en religiös, nationell linje, under 1930-talet som ivrig företrädare för Oxfordgrupprörelsen och stiftare av Wallinsamfundet 1939. År 1940 engagerade han sig i den ekumeniska kommittén för kristen beredskap. Han har gett ut en omfattande och mångsidig produktion, till dels påverkad av en rad utlandsresor.
Blomberg var även verksam som översättare. Främst märks en rad översättningar av Knut Hamsun-romaner tillkomna under 1920-talets första år.

## Eftermäle
- Harry Blombergs gata i Borlänge är uppkallad efter författaren.

### Skönlitteratur
- Fejd och famn : dikter. Stockholm: Axel Holmström. 1917. Libris lz5mh48lj0n2k60g. https://litteraturbanken.se/f%C3%B6rfattare/BlombergH/titlar/FejdOchFamn/sida/3/faksimil?om-boken
- Sjöfolk och färdemän : dikter. Stockholm: Bonnier. 1917. Libris 1dl2txcvz16xcx3v. https://litteraturbanken.se/f%C3%B6rfattare/BlombergH/titlar/Sj%C3%B6folkOchF%C3%A4rdem%C3%A4n/sida/3/faksimil?om-boken
- Stora orons män : dikter. Stockholm: Bonnier. 1918. Libris w8nl50xltj8c130n. https://litteraturbanken.se/f%C3%B6rfattare/BlombergH/titlar/StoraOronsM%C3%A4n/sida/5/faksimil?om-boken
- I revolutionstid : agitatorisk värs. Stockholm: Fram. 1919. Libris 1dl2tsfzz5rg73gp. https://litteraturbanken.se/f%C3%B6rfattare/BlombergH/titlar/IRevolutionstid/sida/3/faksimil?om-boken
- Det glädjerika livet : tretton prosastycken. Stockholm: Sv. andelsförl. 1920. Libris x9pm5k4tvlm2hgvk. https://litteraturbanken.se/f%C3%B6rfattare/BlombergH/titlar/DetGl%C3%A4djerikaLivet/sida/5/faksimil?om-boken
- Kap Horn : dikter. Stockholm: Bonnier. 1920. Libris 1dsq8vm5zwdwrg2g. https://litteraturbanken.se/f%C3%B6rfattare/BlombergH/titlar/KapHorn/sida/5/faksimil?om-boken
- Tiden och en människa : roman. Stockholm: Bonnier. 1921. Libris 671510
- Landkänning : dikter. Stockholm: Norstedt. 1922. Libris lzc9m3ktjv2vvtgl. https://litteraturbanken.se/f%C3%B6rfattare/BlombergH/titlar/Landk%C3%A4nning/sida/5/faksimil?om-boken
- Jorden och jaget : dikter. Stockholm: Bonnier. 1924. Libris n1fcpr38llw9xvc4. https://litteraturbanken.se/f%C3%B6rfattare/BlombergH/titlar/JordenOchJaget/sida/5/faksimil?om-boken
- Männen från havet : en berättelse om Färöarna. Stockholm: Wahlström & Widstrand. 1926. Libris n1fcn67cl321mdmw. https://litteraturbanken.se/f%C3%B6rfattare/BlombergH/titlar/M%C3%A4nnenFr%C3%A5nHavet/sida/5/faksimil?om-boken
  - Tysk översättning: Männer vom Meere : eine Erzählung von den Färöern (1931)
- Vallfarten till fosterlandet : sånger om Sverige. Stockholm: Wahlström & Widstrand. 1926. Libris 31040
- Babels älvar. Stockholm: Wahlström & Widstrand. 1928. Libris 1564713
  - Ungersk översättning: Elsodort nép (1940)
  - Tysk översättning: Volk in der Fremde (1935)
  - Norsk översättning: Fedreland hvor er du? (1947)
  - Dansk översättning: Ved Babylons floder (1950)
- Landets lågor : roman. Stockholm: Wahlström & Widstrand. 1930. Libris 31111
- Under skyarna : [dikter]. Stockholm: Wahlström & Widstrand. 1930. Libris 671515
- Hjältar och äventyr. Stockholm: Wahlström & Widstrand. 1932. Libris 1352031
  - Norsk översättning: Livet som innsats (1933)
- Molnens bröder : roman. Stockholm: Wahlström & Widstrand. 1932. Libris 1352032
  - Finsk översättning: Pilvien veikot (1938)
- Floden stiger : roman. Stockholm: Wahlström & Widstrand. 1933. Libris 1352030
- Passagerare : noveller. Stockholm: Wahlström & Widstrand. 1934. Libris 1352034
- Det brinner i snön : roman. Stockholm: Wahlström & Widstrand. 1935. Libris 1352029
  - Finsk översättning: Lumessa palaa (1936)
  - Dansk översättning: Det brænder i Sneen (1936)
  - Norsk översättning: Det brenner i snøen (1937)
  - Nederländsk översättning: Het brandt in de sneeuw (1938)
  - Tysk översättning: Es brennt im Schnee (1940)
  - Fransk översättning: Neige ardente (1946)
- Än kommer dag. Stockholm: Wahlström & Widstrand. 1939. Libris 1574680
- Hon hette Eva : roman. Stockholm: Wahlström & Widstrand. 1940. Libris 1361824 - 2. upplagan med titeln:  Eva : en tapper kvinnas historia : roman. Malmö: Norden. 1946. Libris 305441
  - Norsk översättning: Hun het Eva (1947)
  - Tysk översättning: Eva: der Roman einer tapferen Frau (1947)
- Mäster Jacob : roman. Stockholm: Wahlström & Widstrand. 1942. Libris 1389630
  - Dansk översättning: Mester Jacob (1943)
  - Finsk översättning: Mestari Jaakobin uni (1947)
- Jacobs dröm : roman. Stockholm: Wahlström & Widstrand. 1943. Libris 305156
- Mikaels dag : skådespel i fyra akter. Stockholm: Wahlström & Widstrand. 1943. Libris 1389628
- Sköna morgonstund! : en historia om tro. Stockholm: Wahlström & Widstrand. 1943. Libris 1389632
- Paradisets port. Stockholm: Wahlström & Widstrand. 1946. Libris 1389631
  - Norsk översättning: Paradisets port (1946)
  - Dansk översättning: Paradisets Port (1947)
- Stackars vår kärlek. Stockholm: Wahlström & Widstrand. 1948. Libris 31163
  - Norsk översättning: Stakkars vår kjærlighet (1948)
  - Dansk översättning: Vor stakkels kærlighed (1949)

### Varia
- Om skeppet Skulda och mördaren Nordlund : axplock ur skillingpoesin. Stockholm: Wahlström & Widstrand. 1923. Libris t6ljv3mgr5fz6sjw. https://litteraturbanken.se/f%C3%B6rfattare/BlombergH/titlar/SkeppetSkulda/sida/5/faksimil?om-boken
- Bland vulkaner och varma källor : isländska strövtåg. Stockholm: Wahlström & Widstrand. 1924. Libris fs64f6sdcl1zvvs4. https://litteraturbanken.se/f%C3%B6rfattare/BlombergH/titlar/BlandVulkanerOchVarmaK%C3%A4llor/sida/5/faksimil?om-boken
- Landsvägsriddare på romarvägen. Stockholm: Wahlström & Widstrand. 1927. Libris zbt7n0hxwhdkgc12. https://litteraturbanken.se/f%C3%B6rfattare/BlombergH/titlar/Landsv%C3%A4gsriddareP%C3%A5Romarv%C3%A4gen/sida/5/faksimil?om-boken
- Städer förbi : resor. Stockholm: Wahlström & Widstrand. 1931. Libris 1352035
- Vi måste börja om : en uppgörelse. Stockholm: Wahlström & Widstrand. 1937. Libris 40950
  - Finsk översättning: On aloitettava uudestaan (1937)
  - Norsk översättning: Vi må begynne om igjen (1938)
  - Dansk översättning: Vi maa begynde forfra (1938)
  - Nederländsk översättning: Een nieuw begin (1938)
- Land, öppna dig! : svensk rapsodi. Sthlm. Libris 31107
- Kristen beredskap : ett föredrag. Stockholm: Wahlström & Widstrand. 1940. Libris 1361825
- Grund av granit. Stockholm: Wahlström & Widstrand). 1941. Libris 38391
- Svenskt livsprogram. Stockholm: Diakonistyr. 1942. Libris 1389633
- Mannen som var kyrkorgel : en bok om J. O. Wallin. Skrifter / utgivna av Wallinsamfundet ; 1. Stockholm: Wahlström & Widstrand. 1945. Libris 1286624
- Hälsning till vänner. Stockholm: Wahlström & Widstrand. 1950. Libris 1197113

### Samlade upplagor och urval
- Skrifter. 1–6. Stockholm: Wahlström & Widstrand. 1937. Libris 495003
  -  [1], Babels älvar. Libris 495004
  -  [2], Det brinner i snön  : roman. Libris 495007
  -  [3], Floden stiger : roman. Libris 31042
  -  [4], Landets lågor : roman. Libris 495006
  -  [5], Molnens bröder : roman. Libris 306317
  -  [6], Valda dikter. Libris 2567880
- Vi på jorden : dikter 1930–1940. Stockholm: Wahlström & Widstrand. 1940. Libris 1361826

### Översättningar i urval
- Knut Hamsun: Svält (1920).
- Daniel von Hogguér: Vildmarksliv i Lappland för hundra år sedan (Reise nach Lappland) (Wahlström & Widstrand, 1928).